# 州間高速道路80号線
州間高速道路80号線（しゅうかんこうそくどうろ80ごうせん、英語:Interstate 80、略称I-80）は、アメリカ合衆国のカリフォルニア州サンフランシスコから、ニューヨーク市の郊外にあたるニュージャージー州ティーネックまでを結ぶ州間高速道路である。アメリカ合衆国本土をほぼ東西に横断する路線であり、90号線に次いで長い距離を有する州間高速道路である。

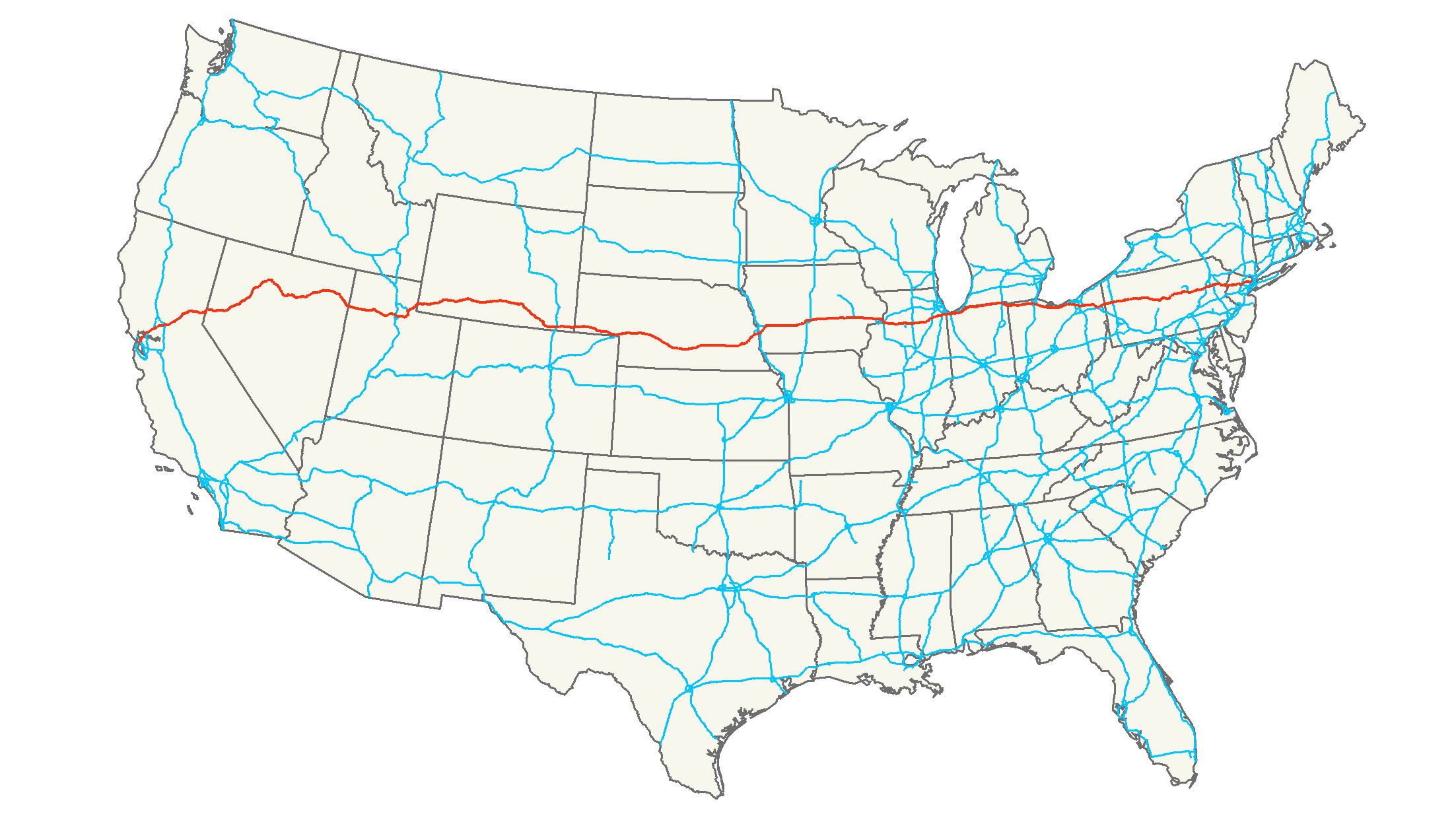
赤線が州間高速道路80号線

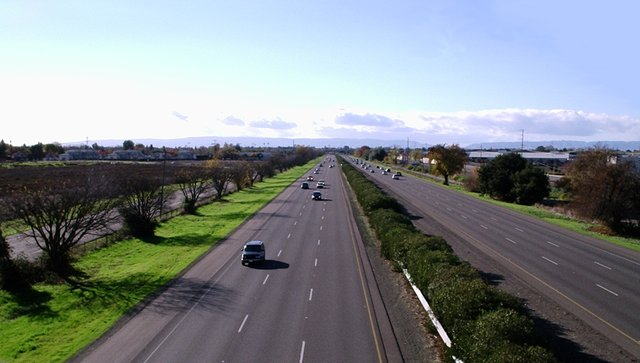
カリフォルニア州デービス付近

## 長さ
下の表は、通過する各州の州内の路線距離をあらわす。
| マイル   | キロメートル | 州                 |  |
|          |              |                    |  |
| 199.24   | 320.65       | カリフォルニア州   |  |
| 410.67   | 660.91       | ネヴァダ州         |  |
| 196.34   | 315.98       | ユタ州             |  |
| 402.76   | 648.18       | ワイオミング州     |  |
| 455.32   | 732.77       | ネブラスカ州       |  |
| 303.23   | 485.17       | アイオワ州         |  |
| 163.52   | 263.16       | イリノイ州         |  |
| 151.56   | 243.91       | インディアナ州     |  |
| 237.48   | 382.19       | オハイオ州         |  |
| 311.07   | 500.62       | ペンシルベニア州   |  |
| 68.35    | 109.36       | ニュージャージー州 |  |
|          |              |                    |  |
| 2,899.54 | 4639.26      | 合計               |  |

## 通過する主要都市
太字で示した都市は、正式に標識上記載される都市である。
- カリフォルニア州・サンフランシスコ
- カリフォルニア州・オークランド
- カリフォルニア州・バークレー
- カリフォルニア州・サクラメント
- ネバダ州・リノ
- ネバダ州・ウィネマッカ
- ネバダ州・エルコ
- ユタ州・ソルトレイクシティ
- ワイオミング州・エバンストン
- ワイオミング州・ロックスプリングス
- ワイオミング州・ララミー
- ワイオミング州・シャイアン
- ネブラスカ州・シドニー
- ネブラスカ州・ノースプラット
- ネブラスカ州・カーニー
- ネブラスカ州・グランドアイランド
- ネブラスカ州・リンカーン
- ネブラスカ州・オマハ
- アイオワ州・カウンシルブラフス
- アイオワ州・デモイン
- アイオワ州・アイオワシティ
- アイオワ、イリノイ州・クワッドシティ（アイオワ州・ダベンポート)
- イリノイ州・ジョリエット
- イリノイ州・シカゴ（バイパス、州間高速道路55号線・57号線・90号線または94号線経由）
- オハイオ州・トレド
- オハイオ州・クリーブランド（バイパス）
- オハイオ州・ヤングスタウン（ヤングスタウン-ナイルズ、とも表示）
- ペンシルベニア州・シャロン
- ペンシルベニア州・クラリオン
- ペンシルベニア州・ドゥボイズ
- ペンシルベニア州・クリアフィールド
- ペンシルベニア州・ベルフォント
- ペンシルベニア州・ウィリアムズポート（州間高速道路180号線経由）
- ペンシルベニア州・ブルームズバーグ
- ペンシルベニア州・ヘイズルトン
- ペンシルベニア州・ストラウズバーグ
- ペンシルベニア州・デラウェアウォーターギャップ
- ニュージャージー州・パターソン
- ニューヨーク州・ニューヨーク（州間高速道路95号線経由）

## その他
- この高速道路の最高地点は、海抜2,633メートル（8640フィート）で、ワイオミング州シャイアンとララミー間にある。さらにワイオミング州の西で、2列の山脈が盆地を構成しているので、この高速道路は2回分水嶺を越える。
- I-80のなかで景色の良い地点としては、サンフランシスコ・オークランド・ベイブリッジを渡ってサンフランシスコ湾を超える地点（西向きのみ有料）、バークレーからのゴールデンゲートブリッジの眺望、カリフォルニア州タホ湖近くでのドナー峠（ドナー・パス）とドナー湖の横断、そしてネバダ州リノの東西にまたがるトラッキー川に沿って走る地点である。
- 2023年7月25日、サンフランシスコとオークランドを結ぶベイブリッジの料金所付近で、全裸の女性が走行中の車両に向けて次々と発砲する事件が発生。女性は駆け付けた警察官に取り押さえられて、精神鑑定を受けるために病院に搬送された。発砲による負傷者、事故の発生は無し[1]。